# 존 캔디
 존 캔디(John Candy, 1950년 10월 31일 ~ 1994년 3월 4일)는 캐나다의 배우이다.

## 출연 작품
- 스플래시 (1982)
- 나 홀로 집에 (1990)
- JFK (1991)
- 쿨러닝 (1993)